# Cillei Frigyes
Cillei Frigyes (1379. január 17. – Žovnek vára, Stájerország (ma Szlovénia), 1454. június 9./július 13.), horvátul: Fridrik II. Celjski, szlovénül: Friderik II. Celjski, bosnyákul: Fridrik II Celjski, németül. Friedrich von Cilli, stájerországi és magyar nemes, birodalmi herceg, a Cillei család tagja. Zsigmond király, valamint Garai Miklós nádor és horvát-szlavón bán sógora, Cillei Anna nádorné és Cillei Borbála királyné bátyja, valamint Cillei Anna lengyel királyné unokatestvére.

## Élete
Cillei Hermann gróf, horvát-szlavón bán és Schaunbergi Anna grófnő legidősebb gyermeke volt. Húgai közül Borbála Zsigmond magyar király felesége lett, Anna Garai Miklós nádorhoz ment feleségül, míg Erzsébet V. Henrik görzi grófhoz ment nőül.
Frigyes az apjával együtt 1408-ban a Sárkányrend egyik alapító tagja volt. Később 1411-ben Ozorai Pipó mellett a Velence elleni sereg vezére volt, majd sógora társaságában részt vett a konstanzi zsinaton. Nagy port kavart, hogy 1422-ben feltételezhetően ő maga gyilkolta meg első feleségét, Frangepán Erzsébetet, hogy feleségül vehesse szeretőjét, Dešnić Veronikát. A Frangepánok vádat emeltek ellene Zsigmond királynál, aki elítéltette, és apjának adta őrizetre. Apja Obercilli várába záratta, Veronikát pedig Osterwitz várában megfojtatta. Apja az örökségéből is kitagadta, azonban amikor 1426-ban Hermann nevű öccse hirtelen meghalt, újra Frigyes lett a Cillei-vagyon örököse. Hamarosan kegyelmet kapott, sőt 1426 végén erdélyi vajdává történő kinevezése is szóba jött. 1445-től szlavón 1453-tól horvát báni címet viselt.
1425-ben az apja, az anyja révén Kotromanić-házi leszármazott Cillei Hermann elérte, hogy veje, Zsigmond király szövetséget kössön II. Tvrtko bosnyák királlyal az oszmánok ellen, és 1426. szeptember 2-án a nőtlen és gyermektelen II. Tvrtko kinevezte a nála jó húsz évvel idősebb unokatestvérét, Cillei Hermannt örökösévé. Cillei Hermann azonban előbb halt meg, mint Tvrtko, de a Cillei örökösök, így Frigyes és fia, Ulrik ezután sem mondtak le a bosnyák koronáról, és II. Tvrtko halála (1443) után trónjelöltként léptek fel, viszont a Cilleiek ellenfele, Hunyadi János a Kotromanić-házi jelöltet, Ostoja István király természetes fiát, István Tamást támogatta, így a Cilleieket kiütötte a boszniai örökségből.
Frigyes 1454. június 9-én vagy július 13-án hunyt el a stájerországi (ma Szlovénia) Žovnek várában, és grófságának a névadó központjában, a celjei minorita templomban helyezték örök nyugalomra.

## Gyermekei
- 1. feleségétől, Frangepán Erzsébet (1473–1422) grófnőtől, 1 fiú:
  - Ulrik (1406 körül–1456), felesége Brankovics Katalin (–1490/92), 3 gyermek, többek között:
    - Cillei Erzsébet (1441–1455), Hunyadi Mátyás (1443–1490) jegyese
- 2. feleségétől, Dešnić Veronika (Veronika Deseniška) (–1425) úrnőtől, 1 fiú:
  - Frigyes karthauzi szerzetes
- Ismeretlen ágyasától (ágyasaitól), 2 gyermek:
  - János (–1462), V. Miklós pápa 1447. november 15-én törvényesítette
  - N. (leány) (–1474 előtt), férje Vlatko Hercegović (1426 körül–1489), Szent Száva hercege, elváltak, nem születtek gyermekei